# ثعلبية برتقالية
الثعلبية البرتقالية أو الثعلبية قصيرة الحسك نوع نباتي عشبي من جنس الثعلبية، ينتمي إلى الفصيلة النجيلية، واسمه العلمي (باللاتينية: Alopecurus aequalis) و(بالإنجليزية: Shortawn Foxtail)‏. اكتسبت اسمها من لون المآبر البرتقالي.

## الموئل والانتشار
موطنه الأصلي معظم مناطق نصف الكرة الشمالي في أوروبا وآسيا وأمريكا الشمالية حيث ينمو في كثير من البيئات.

## الوصف النباتي
النبات عشبة معمرة. ينمو النبات بشكل حزم يصل ارتفاعها إلى 70 سم. الأوراق قصيرة نادراً ما يتجاوز طولها 10 سم. النورة عشكولية اسطوانية كثيفة ارتفاعها من 6 إلى 7 سم. لون المآبر يتراوح بين الأبيض إلى الأصفر والبرتقالي اللامع.